# ...unico indizio, un anello di fumo
...unico indizio, un anello di fumo (The Disappearance) è un film del 1977 diretto da Stuart Cooper.

## Trama
Jay Mallory, killer di professione, scopre che la moglie lo ha lasciato. Nel contempo, l'organizzazione criminale per cui lavora gli commissiona una nuova missione. Jay è ancora indeciso se accettare o meno, perché convinto che la scomparsa di sua moglie abbia a che fare col nuovo incarico. Alla fine decide di sovrintendere alla nuova missione che lo porterà in Inghilterra.
Le nuove istruzioni assegnategli indicano che l'uomo che dovrà assassinare altri non è che Roland Deverell, l'amante di sua moglie. Dopo aver eseguito l'omicidio, Jay ritorna a casa e vi trova sua moglie che gli rivela di essere stata lei stessa a delegare l'uccisione del proprio amante.
Jay è felice di aver ritrovato la sua amata, ma nella scena finale lui stesso viene assassinato da un omicida che resta sconosciuto.